# Raising Arizona
Raising Arizona er en amerikansk komediefilm fra 1987 instrueret, produceret og skrevet af Coen-brødrene. I Danmark vistes den under titlen Arizona Junior.

## Medvirkende
- Nicolas Cage
- Holly Hunter
- John Goodman
- William Forsythe
- Randall 'Tex' Cobb
- Trey Wilson
- Sam McMurray
- Frances McDormand